# دهستان حومه سرپل
دهستان حومه سرپل، یکی از دهستان‌های بخش مرکزی شهرستان سرپل ذهاب در استان کرمانشاه ایران است. مرکز این دهستان، روستای شهرک زراعی قره بلاغ است.

## فهرست روستاها
عسگرخانی، سرآبگرم علیا ، سرآبگرم سفلی ، میان‌میل ، آب‌باریک (سرپل‌ذهاب) ، زیلوبسطام ، زرین‌جو (سرپل‌ذهاب) ، خاتونه ، ریخک علیا ، ریخک سفلی ، هنیدرمفروضه ، هنیدر ابراهیم‌خان ، بابااسکندر ، قره‌بلاغ‌اعظم ، شهرک زراعی قره بلاغ ، قره‌بلاغ شیخ‌مراد ، قراویز ، رشیدعباس ، پس‌پس ، دول‌الیاس ، دماغ‌سفید ، قلعه‌رشیدآقا، زرین‌جوب (سرپل‌ذهاب)  ، بریموند (سرپل‌ذهاب) ، ظله‌رش ، ناوه‌فره ، سلمان‌تپه ، کانی‌عزیز ، قوچی‌باشی ، سلمان‌تپه ، پیران ، مله‌کبود (سرپل‌ذهاب) ، کلینه ، شمشیرداره‌رشید ، مجیدقلعه‌پرور ، بازگیر قلعه‌پرور ، سرآبله (سرپل‌ذهاب) ، تپه‌رش‌کلاشی ، دستک علیا ، دستک سفلی ، گلم‌کبود علیا (سرپل‌ذهاب) ، گلم‌کبود سفلی (سرپل‌ذهاب)

## جمعیت
بر پایه سرشماری عمومی نفوس و مسکن در سال ۱۳۹۵، جمعیت دهستان حومه سرپل برابر با ۸٬۳۶۰ نفر بوده‌است.